# جون رايت (كاتب)
جون رايت (بالإنجليزية: Jon Wright)‏ هو كاتب سيناريو ومخرج بريطاني، ولد في 2 مارس 1971 في بلفاست في المملكة المتحدة.

## وصلات خارجية
- جون رايت على موقع IMDb (الإنجليزية)
- جون رايت على موقع ألو سيني (الفرنسية)
- جون رايت على موقع أول موفي (الإنجليزية)
- جون رايت على موقع قاعدة بيانات الأفلام السويدية (السويدية)
- جون رايت على موقع قاعدة بيانات الفيلم (الإنجليزية)
- جون رايت على موقع كينوبويسك (الروسية)